# Kanun (Gewohnheitsrecht)
Beim Kanun (albanisch auch Kanuni = der Kanun) handelt es sich um das mündlich überlieferte mittelalterliche Gewohnheitsrecht vor allem der albanischen Gegen.
In den albanischen Bergen waren die Bewohner durch die geographischen Gegebenheiten und die schlechte Infrastruktur so von der Außenwelt abgeschottet, dass sich ein aus dem Mittelalter stammendes, möglicherweise sogar vorrömisches Gewohnheitsrecht bis in die Neuzeit erhalten hat. Der Kanun beinhaltet archaische Elemente, nahm über die Zeit aber viele Einflüsse auf und hat aber auch Ähnlichkeit mit Rechtstraditionen benachbarter und weit entfernter Völker.:39, 41

## Formen
Oft wird der Kanun des Lekë Dukagjini gemeint, wenn von Kanun die Rede ist, da dieser am besten dokumentiert, als erster schriftlich festgehalten und in mehrere Sprachen übersetzt wurde.:23 Es gab aber diverse regionale Varianten, die zum Teil unter verschiedenen Namen bekannt sind.

### Kanun der Berge
Aus dem nördlichen Teil der Albanischen Alpen, der Malësia e Madhe nördlich von Shkodra bis ins südliche Montenegro, stammt der Kanun der Berge (albanisch Kanuni i Malevet). Auch Bewohner des Kosovos folgten diesem Recht. Die Bezeichnung „Berge“ kann bei diesem Namen auch als Kanun der Stämme interpretiert werden. Eine erste Überlieferung dieser Variante ist 1853 bei Johann Georg von Hahn, dem österreichischen Konsul in Shkodra zu finden. Der italienische Anthropologe Donato Martucci bezeichnet diesen Kanun als „die absolut demokratischste Form des Stammesrechts“ (Donato Martucci: Die Gewohnheitsrechte der albanischen Berge)::12 f Die Nordalbaner erkannten keine zentrale Herrschaft an. Streitigkeiten wurden auf Versammlungen (Kuvend) der Familienoberhäupter eines Dorfes oder Stammes geregelt, etwa vergleichbar einem germanischen Thing oder einer Schweizer Landsgemeinde.

### Kanun des Lekë Dukagjini

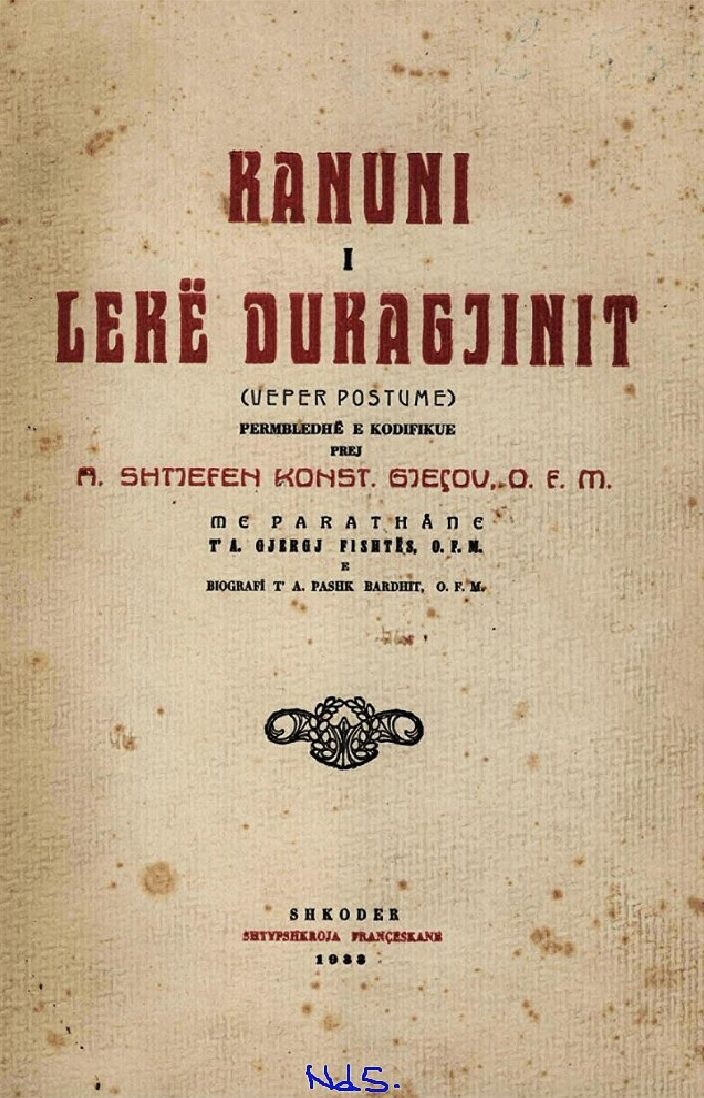
Titelblatt der Veröffentlichung des Kanun des Lekë Dukagjini von Shtjefën Gjeçovi (1933)

An der Südseite der Albanischen Alpen war die meistzitierte Fassung, der Kanun des Lekë Dukagjini (Kanuni i Lekë Dukagjinit) verbreitet,:13 nach einem zu Skanderbegs Zeiten lebenden mächtigen Fürsten. Unwahrscheinlich ist die häufige These, dass Lekë (Alexander) Dukagjini (1410–1481) Namensgeber oder sogar Urheber dieser Gesetzessammlung war. Lek ist vielmehr ein altes albanisches Wort für Gesetz (heutiges Standard-Albanisch: ligj). Gegen eine Kodifizierung durch einen Herrscher wie Lekë Dukagjini sprechen die vielen uneinheitlichen und widersprüchlichen Normen. Der Name könnte sich auch auf die „Gebiete der Lekë und Dukagjini“ beziehen oder auf das „Gebiet von Lekë Dukagjini“.:17 ff
Grundlage des Kanuns ist das Leben in der Großfamilie, in der meist drei Generationen unter der Anführerschaft des ältesten Mannes unter einem Dach wohnten. Die Gesetzessammlung regelt die Bereiche Schuldrecht, Ehe- und Erbrecht, Strafrecht sowie Kirchen-, Landwirtschafts-, Fischerei- und Jagdrecht ziemlich umfassend. Im Strafrechtsbereich ist der Kanun noch von der Ehrverletzung geprägt, wobei der Begriff des Gottesfriedens als Teilaspekt der Besa bereits bekannt ist. Da der Kanun bis heute tief im Denken der nordalbanischen Gegen verwurzelt ist, entsteht oft ein Konflikt zwischen modernen Gesetzen und dem Kanun. Die Frauen spielen im Kanun eine marginale Rolle und haben kaum Rechte. Sie gelten als „Schlauch“ (shakull), „in dem die Ware transportiert wird“, sind aber auf der anderen Seite unverletzlich, wenn es zu Ehrverletzungen kommt.
Im Gegensatz zum „demokratischen“ Kanun der Berge haben im Kanun des Lekë Dukagjini die Stammesoberhäupter mehr Macht, nach eigenem Gutdünken zu entscheiden.:13
Eine Untervariante ist der Kanun von Puka, der die Religion und Gebräuche der teilweise islamischen Bevölkerung der Region um Puka berücksichtigt.:14

### Kanun der Mirdita
Dem Kanun der Mirdita wird oft eine Eigenständigkeit abgestritten und war auch Teil der ersten Niederschrift. Auch wenn vielleicht nicht auf einer eigenen Tradition beruhend, entwickelte sich in der Mirdita eine charakteristische Normensammlung. Sie hatte auch Geltung im westlich angrenzenden Gebiet rund um Lezha. In der Mirdita war der Kapedan („Kapitän“) die einzige weltliche Autorität. Der Kapedan war das Oberhaupt der Familie Gjonmarku und somit Anführer der Mirditen.:13 Der Kapedan war letzte Instanz in Entscheidungen und Streitfragen. Die Rechte der privilegierten Familie und die Rolle des Kapedan waren im Kanun genau umschrieben. Jeder Mirdite, der jemanden tötete, musste den Gjonmarku eine Abgabe zahlen.

### Kanun des Skanderbeg
Im südlich angrenzenden Gebiet, das sich von Kruja bis in die Dibra zieht, war der Kanun des Skanderbeg in Geltung, auf Albanisch mit Kanuni i Skënderbeut, Kanuni i Skanderbegut oder Kanuni i Arbërisë bezeichnet. Der Geltungsbereich dehnte sich – zumindest zeitweilig – nach Norden nach Kurbin, im Westen bis ans Meer und nach Süden bis gegen Elbasan aus und umfasste insbesondere auch die Gebiete von Mat und Martanesh. Eine Unterform ist der Zakoni i Kurbinit.:15–17
Ein Bezug zum albanischen Freiheitskämpfer und Fürsten Skanderbeg, dessen Familie Kastriota in diesem Gebiet herrschte, ist unumstritten. Die Überlieferung berichtet aber nicht von gesetzgeberischen Reformen unter Skanderbeg. Einzig die traditionelle Epik enthält vage Hinweise.
Zur Mitte des 20. Jahrhunderts scheint der Kanun des Skanderbeg kaum mehr im Bewusstsein der Bevölkerung vorhanden gewesen zu sein.

### Kanun von Papazhuli
Im Süden des Landes, in der Labëria, bestand der Kanun i Papazhulit, auch Kanun i Labërisë genannt. Er war dem Kanun des Lekë Dukagjini ähnlich, nahm aber Rücksicht auf die unterschiedlichen sozialen, religiösen und gesellschaftlichen Umstände.:14 Im weniger abgeschiedenen Südalbanien waren die Bedeutung und die tiefe Verwurzelung in der Bevölkerung aber viel geringer. Dem Kanun von Papazhulit wurde somit nicht immer in den gleichen Regionen gefolgt. Das Kerngebiet lag zwischen Tepelena, Kalasa nordwestlich von Delvina und Drashovica im Osten von Vlora an der Shushica,:14 also dem Hinterland von Himara mit dem Tal der Shushica und der Bergregion Kurvelesh.
Der Bezug auf die Person Papa Zhuli könnte durch Reformen wie Anpassungen und Ergänzungen des alten Rechts erfolgt sein.:10 f.
Der Kanuni i Idriz Sulit, auch Shartet e Idriz Sulit, ist wohl eine Modifikation aus der ersten Hälfte des 19. Jahrhunderts, beeinflusst vom lokalen Agha Idriz Suli. Dabei wurde das Gewohnheitsrecht an die Scharia und die Stellung der Frau in der islamischen Gesellschaft angepasst.:14

### Weitere regionale und lokale Kanune
Der Kanun von Benda (albanisch Kanuni i Bendës) stammt aus dem gleichnamigen Berggebiet nordöstlich von Tirana.
Aus dem Umland von Kukës, historisch als Luma bezeichnet, ist der Kanuni i Lumës – auch Kararet e Lurës – überliefert.
Auch in der Çermenika gab es ein eigenes Gewohnheitsrecht, den Kanuni i Çermenikës respektive Kanuni i Mus(t) Ballgjinit (wobei der Vorname auch Musë oder Muzë geschrieben wird). Die Çermenika ist das Berggebiet nördlich des Shkumbin zwischen Elbasan und Librazhd, wo eigentlich der Kanun des Skanderbeg zur Anwendung gekommen sein soll.:14 f
Darüber hinaus ist noch von vielen weiteren lokalen Gesetzgebungen die Rede, mehrheitlich wohl Untervarianten der vorgenannten Kanune. Zum Teil wurden sie auch mit Zakon, Doket, Ligjet, Rregulat, Udha oder anders bezeichnet.:10 f.

## Besa
Der ganze Kanun baut auf der Ehre auf, aus der sich zahlreiche Pflichten, negative Aspekte wie die Blutrache, aber auch positive Aspekte wie das Gastrecht und die Besa ableiten. Letztere lässt sich nicht direkt ins Deutsche übersetzen, sondern umfasst die Begriffe „Friedenspakt, Allianz, Waffenstillstandsabkommen, gastfreundschaftliches Bündnis, Ehre des Hauses, Ehrenwort, Schwur, Sicherheitsgarantie, Loyalität, Treue und anderes mehr“. Die Besa schützt von der Blutrache Bedrohte für gewisse Zeiten oder Orte vor Verfolgung und entbindet gleichzeitig den zur Blutrache Verpflichteten, ein Verbrechen zu rächen. Die Besa konnte einerseits zwischen Personen oder Familien vereinbart werden. Sie wurde zum Beispiel für wichtige Besorgungen, Feldarbeit, familiäre Feiern oder kirchliche Feiertage gewährt. Meist wurde auch dem Mörder für gewisse Zeit nach einer Blutrachetat Besa gewährt. In der Besa für Vieh und Hirten erlaubten Stämme untereinander, das andere Stammesgebiet zu bestimmten Zeiten und auf bestimmten Strecken bereisen zu dürfen. Die allgemeine Besa unterband alle Sühnetaten in Kriegszeiten.
Der Ehrenkodex führte auch dazu, dass während des Zweiten Weltkriegs um die 2000 Juden auf der Flucht vor den Nationalsozialisten in Albanien Zuflucht und Schutz fanden. Als Albanien 1943 von Deutschland besetzt wurde, weigerten sich die Albaner, Namenslisten der Juden ihren Besetzern auszuhändigen. Im Namen der Besa brachten viele in der Bevölkerung nicht nur Juden bei sich unter, sondern besorgten ihnen auch gefälschte Pässe. Fast alle Juden in Albanien haben den Krieg überlebt. Albanien ist das einzige von den Deutschen besetzte Land Europas, das nach dem Holocaust mehr Juden hatte als zuvor.
Daneben waren aber auch ganze Personengruppen wie Frauen, Kinder oder Priester vor Verfolgung geschützt.
Eine besondere Form der Besa findet sich bei den sogenannten eingeschworenen Jungfrauen. Dieses familiäre Rechtskonstrukt dient dazu, das Fehlen eines männlichen Familienoberhauptes zu kompensieren. Dabei verspricht eine Frau des Familienclans, niemals eine sexuelle Beziehung einzugehen, dafür aber ein Leben wie ein Mann zu führen. Damit verbunden ist die Anerkennung dieser Frau als Familienoberhaupt mit allen dessen Rechten (außer dem Stimmrecht).

## Etymologie
Kanun respektive Qanun ist ein Begriff aus dem Türkischen für ein vom osmanischen Sultan erlassenes Gesetz. Das Wort stammt ursprünglich von griechisch κανών (kanón) respektive lateinisch canon („Richtschnur“) ab.

## Geschichte

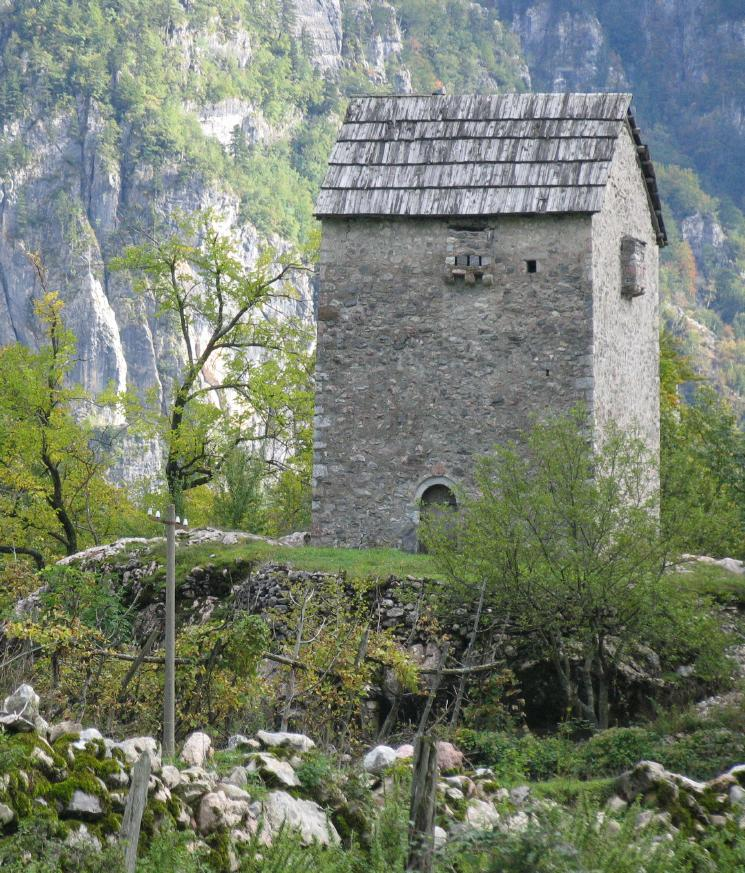
Eine Kulla im nordalbanischen Theth, in der sich von der Blutrache bedrohte Männer einschlossen.

In den unzugänglichen nordalbanischen Gebirgen hatten die Osmanen, die das Land rund 500 Jahre lang besetzten, nie wirklich die Macht erlangt. Somit konnten sie dort auch nicht ihre Gesetze einführen. Mangels anderer staatlicher Macht konnte sich der Kanun deshalb bis in die Neuzeit erhalten.
Das immer nur mündlich überlieferte Gesetzeswerk wurde erstmals vom Franziskanerpater Shtjefën Gjeçovi (1874–1929) am Ende des 19. Jahrhunderts in der Version des Kanun des Lekë Dukagjin gesammelt und in der Folge in Teilen publiziert. Die erste vollständige Publikation erschien 1933 in Shkodra. Gjeçovi hatte insbesondere sechs Personen als Quelle, die dem Kanun des Lekë Dukagjini und dem Kanun der Mirdita folgten.

„Der von Gjeçov gesammelte Kanun ist eine Gesamtheit von Studien und Teilen verschiedener Kanune, das heißt nicht nur des Kanuns des Lek Dukagjini. Es handelt sich um Archivmaterialien, aber auch um private Studien. […] Gejçovi hat nur einen Teil seiner Studie zum Druck gegeben. […] Ein Mangel seiner Studie bestand gerade darin, dass er den Kanun nach den Einteilungen, Klassen und nach dem System des Staatsrechts behandelte und nicht wie einen unstrukturierten, ungeschriebenen Kanon. […] Vieles von dem gesammelten Material blieb aus diesem Grund von der Veröffentlichung ausgenommen. Ein anderer Grund, weshalb viel Material nicht zur Veröffentlicht gelangte, waren seine religiösen und staatlichen Klassifikationsgründe, und er hat nicht verstanden, dass die Regeln, die er verworfen hat, größere Wichtigkeit hatten, als jene, die er dann publiziert hat.“

Unter der kommunistischen Diktatur in Albanien wurde der Kanun sehr negativ betrachtet; Forschungen und Publikationen waren erst Ende der 1980er Jahre möglich.:26–28 1989 erschien am Institut für Volkskultur eine umfassende Darstellung, die viele weitere Quellen, weitere Kanune und Feldforschung in verschiedenen Landesteilen miteinbezog.:29 Nach dem Sturz des Regimes kam es zu vielen weiteren Publikationen.:37
Der Mechanismus der Blutrache war unter den Kommunisten sistiert, denn der Staat konnte seine Rechtshoheit landesweit durchsetzen. Seit dem Zusammenbruch des Kommunismus Anfang der 1990er Jahre hat sich insbesondere die Blutrache wieder etabliert. Der junge demokratische Staat war zu schwach, um diese Dynamik der Selbstjustiz regulieren zu können. Erst das Erstarken des albanischen Staates nach den Unruhen von 1997 führte zu einem langsamen Rückgang der Blutrache-Konflikte. Heute sollen – je nach Quelle – wieder bis zu 15.000 albanische Familien in Blutrache-Konflikte verstrickt sein, die zum Teil auf Vorfälle vor dem Zweiten Weltkrieg zurückgehen. Dabei werden die regulierenden Bestimmungen des Kanun aber meist nicht eingehalten, so dass auch Kinder und Frauen bedroht werden und in ärmlichen Verhältnissen zu Hause gefangen sind. Dieses Aufweichen der Regeln veranlasste Gjin Marku, Vorsitzender des schlichtenden Komitees der Nationalen Aussöhnung, von einer degenerierten Form des Kanuns zu sprechen.
Die katholische und die islamische Geistlichkeit in Nordalbanien sprechen sich konsequent für die Achtung des bürgerlichen Rechts und damit für die Sistierung des Kanuns aus. Ihr Einfluss ist allerdings begrenzt.
1990 haben in Kosovo, Nordmazedonien und Montenegro über eine Million Albaner an verschiedenen „Versöhnungszeremonien“ teilgenommen. Diese wurden von einer Gruppe um den Soziologen Anton Ceta († 1995) organisiert. In Albanien gibt es seit einigen Jahren ein sogenanntes „Versöhnungsprojekt“, bisher aber nur mit kleinen Erfolgen.

### Darstellungen
- Robert Elsie (Hrsg.): Der Kanun. Dukagjini Publishing House, Peja 2001
- Donato Martucci: Die Gewohnheitsrechte der albanischen Berge. Die Kanune (= Herodot. Wissenschaftliche Schriften zur Ethnologie und Anthropologie. Band 10). Dr. Kovač, Hamburg 2013, ISBN 978-3-8300-6436-7 (italienisch: I Kanun delle montagne albanesi. Fonti, fondamenti e mutazioni del diritto tradizionale albanese. Bari 2010. Übersetzt von Joachim Matzinger).
- Peter Zihlmann: Basel-Pristina oder die Blutrache in der Schweiz. Orell Füssli Verlag, Zürich 2007, ISBN 978-3-280-06084-1
Der Tatsachenbericht analysiert einen Gerichtsfall aus dem Jahre 2002 vor dem Hintergrund des Kanuns aus den verschiedenen Blickwinkeln der Beteiligten.

### Romane
- Ismail Kadare: Der zerrissene April. Amman Verlag, Zürich 2001, ISBN 3-250-60040-7.

### Filme
- The Forgiveness of Blood, Drama – USA/Albanien/Dänemark/Italien. 2011, Gewinner des Silbernen Bären der Berlinale 2011 für das beste Drehbuch
- Der Bergfürst, Dokumentarfilm – Deutschland 2010, von Philip Vogt
- Kanun - Blut für Ehre, Dokumentarfilm – Deutschland 2009, von Marc Wiese, Gewinner des Hauptpreises für Dokumentarfilme auf dem Internationalen Filmfestival von Biarritz
- Ungesühnt - Dossier K., Spielfilm – Niederlande Belgien 2009